# Zapus princeps
Zapus princeps är en däggdjursart som beskrevs av J. A. Allen 1893. Zapus princeps ingår i släktet Zapus och familjen hoppmöss. IUCN kategoriserar arten globalt som livskraftig. Inga underarter finns listade. Artepitet principes i det vetenskapliga namnet är bildad av det latinska prefixet princ som betyder "den första".

## Utseende
Arten blir med svans 21 till 27,4 cm lång, svanslängden är 12 till 17,6 cm och vikten varierar mellan 17,7 och 37,5 g. Hannar och honor är lika stora. Bakfötternas längd är 27 till 35 mm och öronen blir 10 till 18 mm långa. Zapus princeps har en bred och mörk olivbrun strimma på ryggens mitt. Kroppssidorna är ljusare i samma färg med en gul eller orange skugga. Det finns en tydlig gräns i form av en orange linje mot den vitaktiga eller blek orangegula undersidan. Dessutom är svansen uppdelad i en mörk ovansida och en ljus undersida. Liksom andra hoppmöss har arten förlängda bakre extremiteter som är täckta med ljusrosa päls. Vuxna exemplar har orange tandemalj på de övre framtänder. Tandformeln är I 1/1 C 0/0 P 1/0 M 3/3, alltså 18 tänder.
För att skilja arten från andra medlemmar av samma släkte behövs mätningar av skallens detaljer.
Vid händer och fötter förekommer fem fingrar respektive tår men tummarna är mycket små.

## Utbredning och habitat
Denna hoppmus förekommer i västra Nordamerika från södra Yukon Territory (Kanada) söderut till Kalifornien och New Mexico (USA) samt österut till North Dakota. Habitatet utgörs av bergsängar och andra gräsmarker.

## Ekologi
Zapus princeps äter under våren främst svampar och insekter. Under sommaren utgörs födan främst av frön. Arten skapar fettreserver i kroppen före den cirka 280 dagars långa vinterdvalan. Parningen sker under våren och sedan föder honan två till åtta ungar per kull. Ungefär hälften av alla ungar överlever första vintern. De kan sedan bli fyra år gamla. Oberoende av dvalan kan arten vid matbrist falla i ett stelt tillstånd (torpor) eller sänka sin kroppstemperatur. Enligt en studie från 1970 dör cirka 56 % av ungarna under vintern och cirka 17 % av de vuxna djuren.
Honor är cirka 18 dagar dräktig. Ungarna diar sin mor 28 till 35 dagar.
Zapus princeps hoppar vanligen över en sträcka av 30 till 40 cm vid varje skutt. Ibland hoppar den 70 cm lång och 30 cm hög. Den kan även springa i sicksack för att undvika en fiende. Honor har avgränsade revir mot varandra men hannens revir överlappar med flera honor och även med andra hannar. Kommunikationen sker med pipande läten, genom att skära tänderna mot varandra samt genom trummande med svansen på marken.
Denna gnagare jagas bland annat av mårddjur och skunkar, av rödlon, av tvättbjörnen, av strumpebandssnok (Thamnophis sirtalis) och av olika rovfåglar.